# Actierollenspel
Een actierollenspel (Engels: action role-playing game; vaak afgekort tot action RPG of ARPG) is een subgenre van het computerrollenspel dat veel elementen heeft van actiespellen of action-adventures. Actierollenspellen leggen de nadruk op realtime actie en hebben vaak een vergelijkbaar vechtsystemen met hack and slash of schietspellen.